# Castello di Sacuidic
I  ruderi  del  castello  di  Sacuidic si trovano in prossimità dell'antica strada e guado sul fiume Tagliamento per secoli passaggio di truppe, merci e pellegrini dall'Adriatico verso il Nord Europa attraverso il passo della Mauria.

## Storia
Il castello è stato datato attorno alla fine del XII secolo. Negli ultimi decenni del XIII secolo fu distrutto da un incendio doloso, voluto probabilmente dai Savorgnani che nel 1326 acquisirono la proprietà dei Forni Savorgnani (attualmente Forni di Sopra e Forni di Sotto), per porre fine ad un'attività clandestina. Fra i reperti salvatisi dall'incendio sono state rilevati diversi lingotti e cerchi di metallo utilizzati per coniare monete false. Con la distruzione della zecca clandestina, si è conclusa pure la vita del maniero. Fra i resti però sono stati trovati alcuni reperti, bicchieri di vetro, rari all'epoca, punte di frecce da guerra e venatorie, una corazza ed altri oggetti di valore.

## Restauro

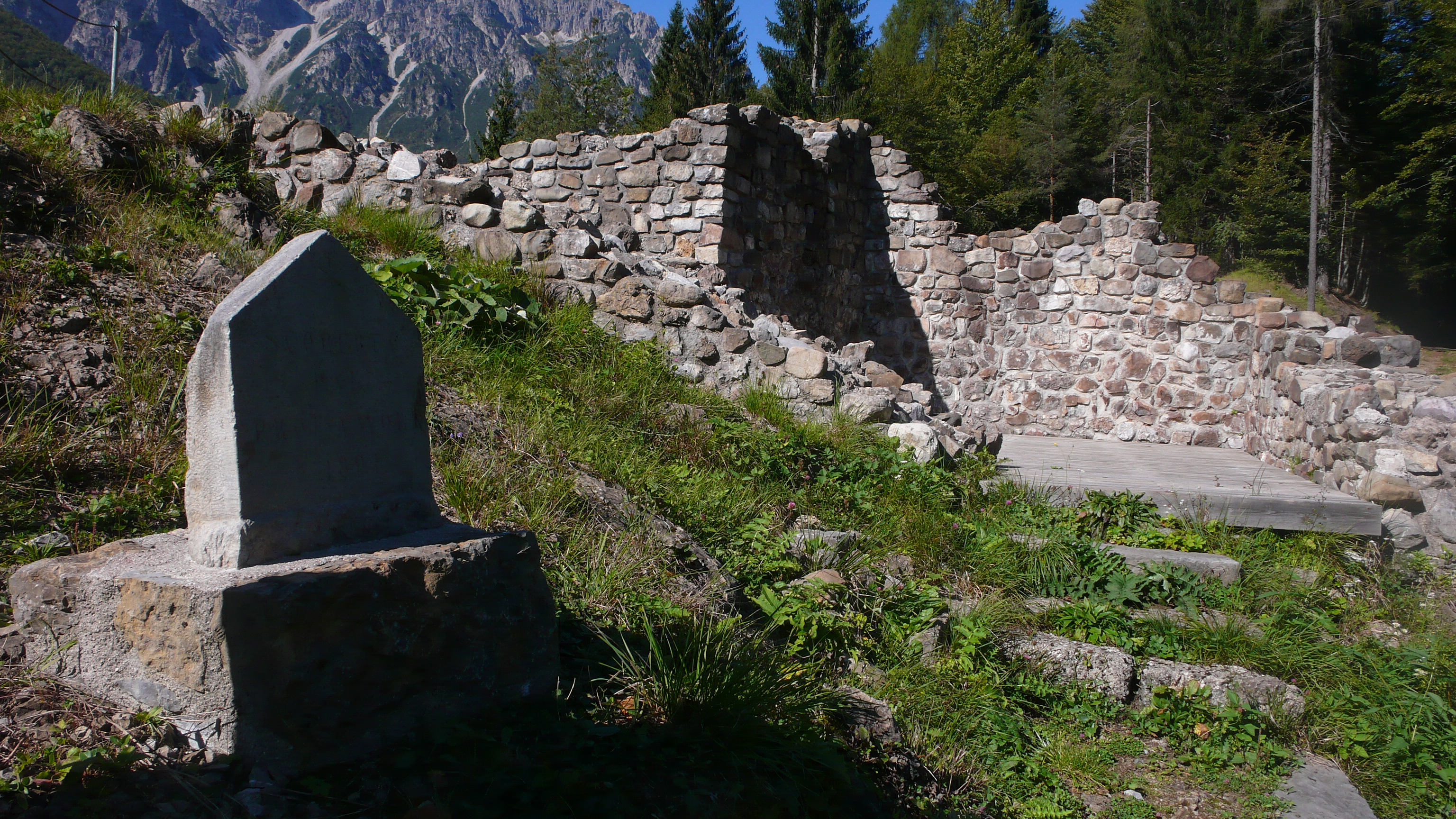
Particolare delle rovine

La ricerca a Sacuidic fu promossa da Alexander Wolf (Pfozheim 1826 - Udine 1904) negli anni 1889-1901, mettendo in luce i resti ed eseguendo rilievi dettagliati.
Dopo un ulteriore abbandono, il castello medioevale di Sacuidic nel 2004 è tornato oggetto di lavori di restauro da parte dell'Università di Venezia, sotto la direzione dell'architetto Fabio Piuzzi. Le campagne di scavo effettuate hanno portato alla luce numerosi reperti e reso possibile la datazione del castello: XII-XIV secolo. Fra i reperti ritrovati: frammenti di ceramiche e vetro, oggetti in metallo, monete che farebbero pensare all´esistenza in loco di una zecca clandestina.